# Lakeside (Ohio)
Lakeside – jednostka osadnicza w Stanach Zjednoczonych, w stanie Ohio, w hrabstwie Ottawa.